# Nonino

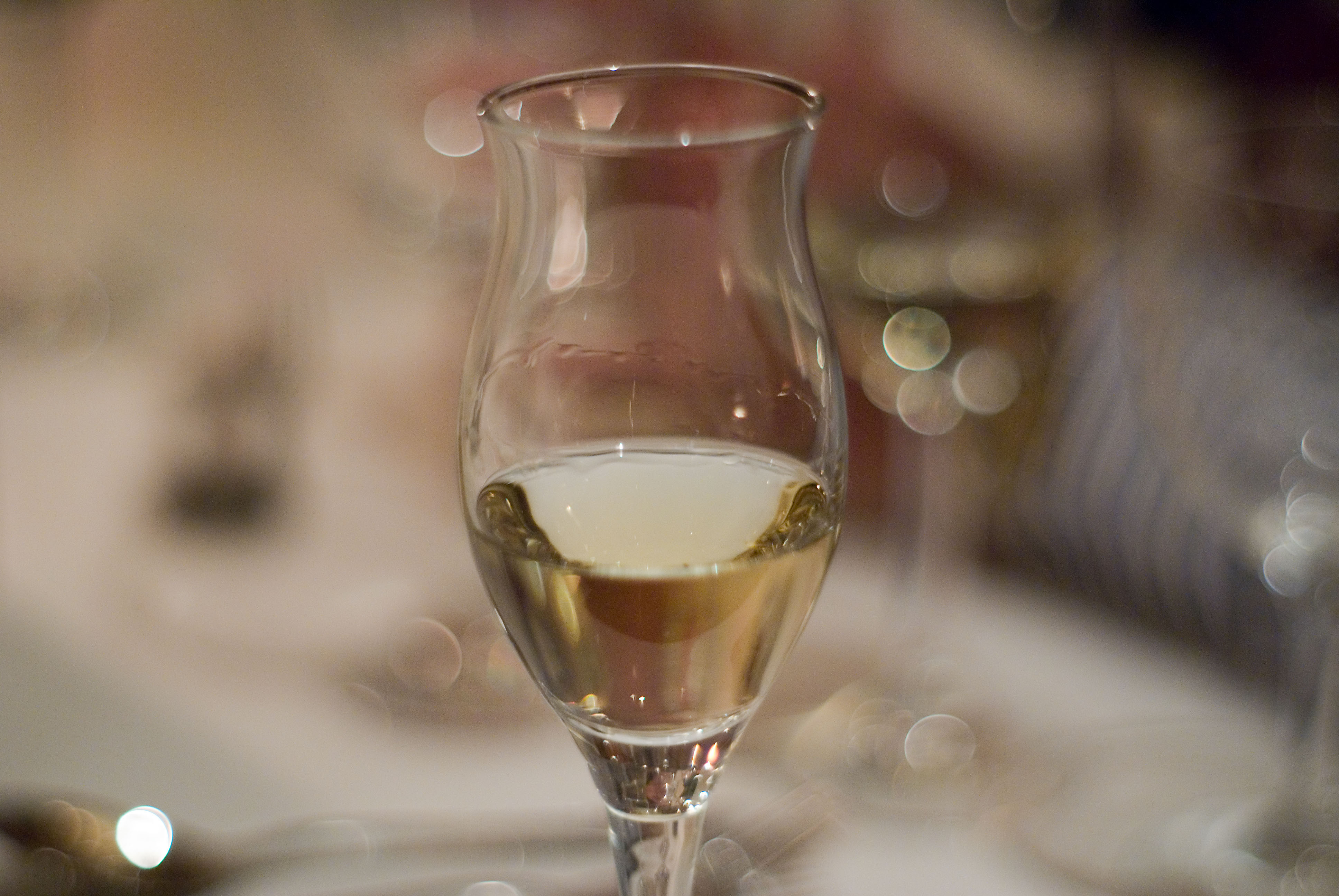
Бокал граппы

Nonino — небольшая итальянская компания по производству граппы. Также это имя семьи, которая владеет и управляет брендом Nonino Grappa. Первая винокурня Nonino была основана Орацио Нонино в Ронки-ди-Перкото, в регионе Фриули на северо-востоке Италии.
Компанию возглавляет Джанола Нонино, которая привела компанию к успеху и сделала ее название популярным среди знаменитостей Италии. Граппа Nonino получила несколько наград, а также применила в своем производстве инновационные технологии. В 1973 году Nonino стала первой компанией, которая произвела граппу для дальнейшей продажи из одного сорта винограда, пиколит. В 1984 году компания произвела первый цельнозерновой дистиллят, который продавался под брендом Ue.

## Международная премия Nonino
Компания Nonino также основала Международную премия Nonino, изначально предназначенную для поддержания и сохранения фриульских традиций, но впоследствии ставшей престижной литературной премией.

### Победители
- 1984: Жоржи Амаду (Бразилия)
- 1985: Леопольд Сенгор (Сенегал)
- 1986: Клод Леви-Стросс (Франция)
- 1987: Генри Рот (Соединённые Штаты Америки)
- 1988: Арон Гуревич (Россия)
- 1989: Жак Бросс[фр.] (Франция)
- 1990: Эрик Орсенна (Франция)
- 1991: Альваро Мутис (Колумбия)
- 1992: А Чэн (Китай)
- 1993: Видиадхар Сураджпрасад Найпол (Тринидад и Тобаго)
- 1994: Чинуа Ачебе (Нигерия)
- 1995: Яан Кросс (Эстония)
- 1996: Эдвард Вади Саид (США)
- 1997: Яшар Кемаль (Турция)
- 1998: Амин Маалуф (Ливан)
- 1999: Адонис (Сирия)
- 2000: Хьюго Клаус (Бельгия)
- 2001: Нгуги Ва Тхионго (Кения)
- 2002: Норман Маня (Румыния)
- 2003: Джон Бэнвилл (Ирландия)
- 2004: Тумас Транстрёмер (Швеция)
- 2005: Мо Янь (Китай)
- 2006: Дзякутё Сэтоути (Япония)
- 2007: Харри Мулиш (Нидерланды)
- 2008: Уильям Тревор (Ирландия)
- 2009: Чимаманда Нгози Адичи (Нигерия)
- 2010: Зигфрид Ленц (Германия)
- 2011: Хавьер Мариас (Испания)
- 2012: Ян Лянь (Китай)
- 2013: Джори Грэм[англ.] (США)
- 2014: Антониу Лобу Антунеш (Португалия)
- 2015: Ив Бонфуа (Франция)
- 2016: Ларс Густафссон (Швеция)
- 2017: Пьер Мишон (Франция)
- 2018: Исмаил Кадаре (Албания)
- 2019: Хуан Октавио Пренс[исп.] (Аргентина)
- 2022: Алмонд, Дэвид